# مسرشميت مي 264
مسرشميت مي 264 قاذفة إستراتيجية بعيدة المدى تم تطويرها خلال الحرب العالمية الثانية لصالح لوفتفافه الألمانية كقاذفة إستراتيجية رئيسية. وقد أختارت وزارة طيران الرايخ تصميم ماسرشميت فيما بعد ضمن التنافس على برنامج أمريكا بومبر، الذي يهدف لبناء قاذفة استراتيجية قادرة على مهاجمة مدينة نيويورك من قواعد في فرنسا أو في جزر الأزور.
تم بناء ثلاثة نماذج أولية ولكن تم التخلي عن الإنتاج للسماح لماسرشميت لتركيز على إنتاج المقاتلات وتم اختيار يونكرز يو 390 في مكانها كطائرة استطلاع بحرية.

## تطوير
جاء أصل تصميم مي 264 من مشروع طائرات الاستطلاع بعيدة المدى P061، أواخر عام 1930.

## التاريخ العملياتي

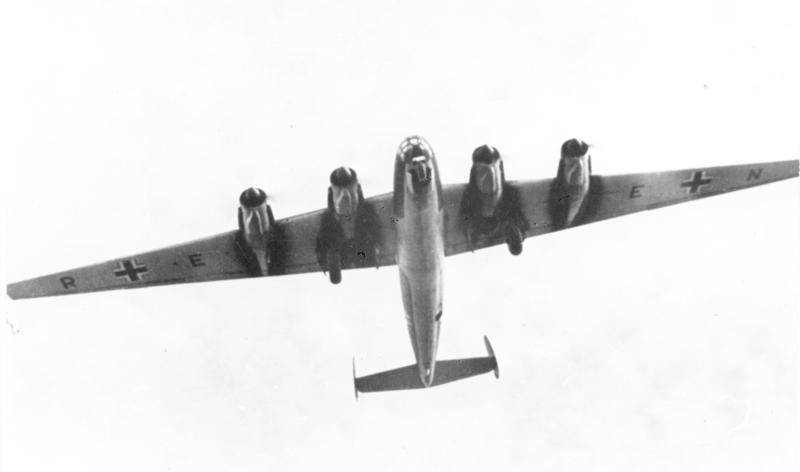
مي 264 V1 تخضع لاختبار الطيران.

تم نقل أول نموذج أولي، Me 264 V1، يحمل كود مصنع Stammkennzeichen لـ RE + EN، في 23 ديسمبر 1942. تم تشغيله في البداية بأربعة محركات Jumo 211 J مضمنة من 990   كيلوواط (1،340   حصان) لكل منهما.

### قائمة المراجع
- Duffy, James P. Target: America. Westport, Connecticut: Praeger Publishers, 2004. (ردمك 0-275-96684-4).
- Forsyth, Robert and Eddie J. Creek. Messerschmitt Me 264 Amerika Bomber: The Luftwaffe's Lost Transatlantic Bomber. Hinckley, UK: Classic Publications, 2007. (ردمك 1-903223-65-2).
- Green, William. Warplanes of the Third Reich. London: Macdonald and Jane's Publishers Ltd., 1970. (ردمك 0-356-02382-6).
- Griehl, Manfred. Luftwaffe Over America. London: Greenhill Books, 2004. (ردمك 1-85367-608-X).
- Griehl, Manfred and Dressel, Joachim. Heinkel He 177-277-274, Airlife Publishing, Shrewsbury, England 1998. (ردمك 1-85310-364-0).
- Messerschmitt-Me 264: Ein außergewöhnlicher Fernstaufklärer mit 15000 km Reichweite (Sonderdruck aus "Flugwelt")(in German). Wiesbaden, Germany: Flugwelt Verlag GmbH, 1960.
- Neitzel, Söhnke. Der Einsatz der Deutschen Luftwaffe über der Nordsee und dem Atlanti, 1939–1945 (in German). Nordrhein-Westfalen, Germany: Bernard & Graefe, 1995. (ردمك 978-3-7637-5938-5).
- Smith, J. Richard. Messerschmitt: An Aircraft Album. New York: ARCO Publishing Company, Inc., 1971. (ردمك 978-0-668-02505-8).
- Smith, J. Richard and Anthony Kay. German Aircraft of the Second World War. London: Putnam and Company, Ltd., 1972. (ردمك 0-370-00024-2).